# Сиатъл Саундърс
Сиатъл Саундърс (на английски: Seattle Sounders) е професионален футболен клуб от град Сиатъл, САЩ, който записва първото си участие в MLS през 2009 г. Домашният стадион на отбора е „Лумен Фийлд“. Това е третият в историята на града клуб с такова име – „Сиатъл Саундърс“ (основан през 1974 г.) е първият клуб, играл в NASL в периода 1974 – 1983 г., който после е разформирован, „Сиатъл Саундърс“ (от 1994 г.) е втория, който съществува в периода 1994 – 2008 г. и участва в шампионатите на различни по-долни дивизии по футбол на Северна Америка.

## Успехи
- Шампиони (1): 2016

## Известни играчи
- Фредрик Юнгбери
- Кейси Келър
- Тайрън Маршал
- Блейз Нкуфо
- Иван Лавринец
- Обафеми Мартинс
- Мауро Росалес

## Успехи
- 2-ро място в западната конференция на САЩ 2011 г.
- Носител на Купата на САЩ (Lamar Hunt U.S. Open Cup) за 2009, 2010 и 2011 г.

## Галерия
- Стадион „СенчъриЛинк Фийлд“
- Оркестърът на агитката
- Агитката на „Сиатъл Саундърс“